# Чистокровки не плачут
«Чистокровки не плачут» (англ. Thoroughbreds Don't Cry) — американский чёрно-белый фильм, снятый режиссёром Альфредом Грином на студии MGM. Первый из десяти фильмов с совместным участием Джуди Гарленд и Микки Руни. Премьера фильма состоялась 25 ноября 1937 года в Нью-Йорке, в широкий прокат он вышел 3 декабря.

## Сюжет
Английский джентльмен сэр Питер Калвертон (Обри Смит) и его внук Роджер (Рональд Синклер) прибывают в Америку, чтобы выставить на скачках свою лошадь по кличке Пу́ка (англ. Pookah) и обращаются к молодому и талантливому, но заносчивому и своенравному жокею Тимми Доновану (Микки Руни) с просьбой принять участие в забеге в качестве наездника их лошади. Для этого Роджер отправляется в пансион «Мамаши» Ральф Уэст (Софи Такер), где живёт Тимми. Там он застаёт дочь «Мамаши» Крикет (Джуди Гарленд), мечтающую стать великой актрисой. Прибывший Донован поначалу презрительно относится к предложению Роджера и даже бьёт его по лицу в возникшей перепалке, но после требований Крикет извиниться, провокаций со стороны сэра Питера с Роджером и подаренного ими хлыста знаменитого жокея «Снаппера» Гаррисона всё-таки даёт своё согласие. Постепенно между Тимми и Роджером крепнет дружба и они начинают подготовку к забегу.
Тем временем, ушлый отец Тимми по имени Клик Донован (Чарльз Д. Браун) притворяется смертельно больным и просит сына проиграть забег, чтобы выиграть на тотализаторе пять тысяч долларов, якобы нужных для лечения. После колебаний Тимми соглашается. Во время скачек он умышленно придерживает лошадь и в итоге приходит к финишу лишь третьим. Потрясение оказывается слишком сильным для сэра Питера и он умирает от сердечного приступа.
Роджер остаётся без денег, собирается продать лошадь и вернуться в Англию. Тимми тяжело переживает случившееся и бесцельно бродит по городу. Крикет после долгих поисков находит его в кафе и наводит на мысль, как достать деньги, необходимые для вступительного взноса на следующие скачки. Тимми отправляется к отцу, уличает его во лжи, отбирает бумажник с тысячей долларов и убегает. Роджер уже заносит перо над контрактом о продаже лошади одному из членов шайки Клика Донована, но в последний момент в комнату врывается Тимми и отменяет сделку.
В день скачек судейская коллегия по тайному доносу Клика узнаёт о махинациях Тимми Донована и выносит ему пожизненную дисквалификацию. Крикет приходит идея заменить его Роджером. Тимми тайком забирается на дерево возле ограды ипподрома и даёт Роджеру совет по тактике ведения гонки. Роджер стартует неудачно, но в итоге обходит всех конкурентов и побеждает.

## История создания
Купив сценарий для фильма, MGM изначально планировала, что в нём будут две главных роли — Микки Руни должен был играть Тимми Донована, а на роль Роджера Калвертона был назначен самый высокооплачиваемый в те годы после Ширли Темпл актёр-ребёнок Фредди Бартоломью. Женская главная роль отсутствовала, но после громкого успеха Джуди Гарленд с песней «Dear Mr. Gable» студия решила дополнить сценарий и включить в него третью главную роль специально для Гарленд. Участие в молодёжной комедии было для Джуди одним из лучших вариантов продолжения карьеры, поскольку в свои 15 лет она была слишком взрослая для детских ролей и слишком юная для взрослых.
Ещё до начала съёмок было решено, что Бартоломью не будет участвовать в фильме. По одной из версий, его тётушка и одновременно приёмная мать Сисси отказалась подписывать за тринадцатилетнего Фредди контракт, сочтя его условия неприемлемыми. Годы спустя Гарленд высказывала предположение, что Бартоломью был отозван самой студией по причине того, что как раз в этот период у него начал ломаться голос. Впрочем, хотя Бартоломью и Гарленд и не удалось в тот раз поработать вместе, год спустя они всё-таки приняли совместное участие в съёмках другого фильма MGM — «Послушай, дорогая».
«Мы с Джуди отправились на предварительный просмотр вместе, и каждый раз, когда мы видели себя на экране, я украдкой поглядывал на Джуди. Она была в восхищении от увиденного: её личность наконец обрела форму на экране… Я думаю, именно тем вечером и родилась звезда Джуди».
В оперативном порядке Фредди был заменён на своего менее известного ровесника — новозеландца Ричарда Хоулда, под именем «Ра Хоулд» игравшего похожие роли на Paramount и Republic Studios. Специально для этой роли студия изменила его показавшийся неблагозвучным псевдоним на «Рональд Синклер» — под этим именем актёр выступал вплоть до самого конца своей карьеры. По одной из версий, изначально планировался псевдоним «Рональд Сент-Клер».
Съёмки фильма проходили с начала сентября по 13 октября 1937 года. Часть сцен была отснята в знаменитых павильонах MGM-10202, где вскоре прошли съёмки культовых «Унесённых ветром» и «Волшебника Страны Оз». Также съёмки проходили на ипподроме Santa Anita Park.

## В ролях
| - Джуди Гарленд — Крикет Уэст - Микки Руни — Тимми Донован - Рональд Синклер — Роджер Калвертон - Софи Такер — «Мамаша» Ральф Уэст - Обри Смит — сэр Питер Калвертон | - Чарльз Д. Браун — Клик Донован - Форрестер Харви — Уилкинс - Фрэнки Дарро — «Динк» Рейд - Генри Колкер — «Док» Годфри - Хелен Трой — Хильда |

### В титрах не указаны
| Актёр             | Роль                                        |
| ----------------- | ------------------------------------------- |
| Эрни Александер   | Члены судейской коллегии на скачках         |
| Джордж Чендлер    | Члены судейской коллегии на скачках         |
| Реджинальд Барлоу | Сидящий позади мистера Слоана               |
| Лайонел Бельмор   | Дворецкий Калвертонов                       |
| Мэри Блейк        | Телефонный оператор в госпитале             |
| Дон Броуди        | Комментатор на скачках                      |
| Фрэнсис Бушмен    | Стюард ипподрома                            |
| Дуглас Вуд        | Мистер Слоан                                |
| Гарри Вудс        | Охранники ипподрома                         |
| Чак Хэмилтон      | Охранники ипподрома                         |
| Эдвард Гарган     | Полицейский в парке                         |
| Гарри Депп        | Представитель оргкомитета скачек            |
| Юджин Джексон     | Конюх в чёрном костюме                      |
| Эдгар Диринг      | Сержант полиции                             |
| Эдвард Ирл        | Игрок, сказавший, что Пука придёт последним |

| Актёр             | Роль                               |
| ----------------- | ---------------------------------- |
| Дональд Керр      | Члены шайки Клика Донована         |
| Луи Нато́          | Члены шайки Клика Донована         |
| Честер Клют       | Человек в парике                   |
| Элиша Кук-младший | Бутс Магуайр                       |
| Клифф Назарро     | Табби Уэллс                        |
| Эдгар Нортон      | Мистер Фокс, учитель Роджера       |
| Джек Нортон       | Мужчина с моноклем                 |
| Оскар О'Ши        | Человек, сидящий рядом с Уилкинсом |
| Расс Пауэлл       | Проводник в вагоне                 |
| Бастер Слейвен    | Жокей Хут Майер                    |
| Боб Тэнсилл       | Жокей Боунс Конли                  |
| Пьер Уоткин       | Судья Добсон/Стюард ипподрома      |
| Чарльз Уилсон     | Владелец лошади                    |
| Джеймс Флавин     | Агент Тимми Донована               |
| Роберт Хоманс     | Офицер полиции Хиггинс             |
| Эдди Шуберт       | Водитель такси                     |

## Музыка
В отличие от большинства других фильмов с участием Гарленд, «Чистокровки не плачут» содержат лишь один вокальный номер — «Got a Pair of New Shoes». Песня была написана для фильма «Бродвейская мелодия 1938 года» Насио Гербом Брауном (музыка) и Артуром Фридом (слова), но была вырезана из окончательного варианта, хотя в финале фильма всё же звучит её краткий фрагмент в исполнении оркестра. Сессии записи проходили дважды — 20 сентября (с вокалом одной Джуди) и 24 октября (при участии также Руни и Синклера) 1937 года. В фильме песня звучит четыре раза, везде с вокалом Джуди Гарленд — в начальных титрах; в сцене, когда Роджер Калвертон впервые приходит в пансион «Мамаши» Ральф и Крикет играет ему на пианино; в сцене, где Тимми Донован делает массаж Роджеру, а Крикет с гитарой врывается в комнату; в заключительной сцене и финальных титрах. Интересно, что Гарленд только делает вид, что играет на гитаре, но при этом держит её как правша, несмотря на то, что была ярко выраженным левшой.
Кроме «Got a Pair of New Shoes», в фильме также прозвучали на заднем плане четыре композиции в исполнении оркестра — «The Farmer in the Dell» (народная песня, впервые опубликована в 1820 году); «Rule, Britannia!» (1740, слова — Джеймс Томсон, музыка — Томас Арн); «Columbia, the Gem of the Ocean» (1843, автор — Дэвид Т. Шоу, аранжировка — Томас А. Беккет); «California, Here I Come» (1921, издана в 1924 году, авторы — Эл Джолсон, Бадди Де Сильва и Джозеф Майер).
Интересная судьба постигла песню «Sun Showers» (1937, музыка — Насио Герб Браун, слова — Артур Фрид). Изначально её записал Игорь Горин для «Бродвейской мелодии-38», но в фильм она так и не вошла. Второй раз песню попытались использовать для «Чистокровок», её записала Джуди Гарленд, но и отсюда композиция также была вырезана. Версия Джуди была записана 11 сентября 1937 года и была издана лишь 59 лет спустя на сборнике «Collector’s Gems From The MGM Films».

## Критика
Критиками фильм был принят без восторженных отзывов, но в целом положительно. Босли Краузер из The New York Times назвал игру Руни блестящей, высказал мнение, что Синклер лучше подходит на роль Роджера, чем Бартоломью, и отметил пение Гарленд. Маргарет Тейзлар из New York Herald Tribune также выделила прекрасную работу Руни и Синклера, обратила внимание на «несколько милых имитаций» Гарленд, и отметила, что Такер вызывает симпатию своей небольшой ролью. Интересно, что сама Такер в автобиографии 1945 года «Some of These Days: The Autobiography of Sophie Tucker» скептически отзывалась о своей роли в фильме, выразив недовольство отсутствием собственных вокальных номеров и попыткой продюсера Гарри Рапфа сделать из неё «вторую Мари Дресслер». Именно после этой роли Такер приняла решение разорвать контракт с MGM и вернуться к работе на Бродвее.

## Релиз на видео
На VHS фильм был издан MGM в 1992 году. На DVD впервые появился в 2011 году в серии «Archive Collection» от Warner Bros.

## Комментарии
1. ↑  На IMDb указано, что Эдди Шуберт исполнил эту роль, но вполне вероятно, что это не так, поскольку съёмки фильма начались только через несколько месяцев после смерти актёра 23 января 1937 года.